# Kolešovice

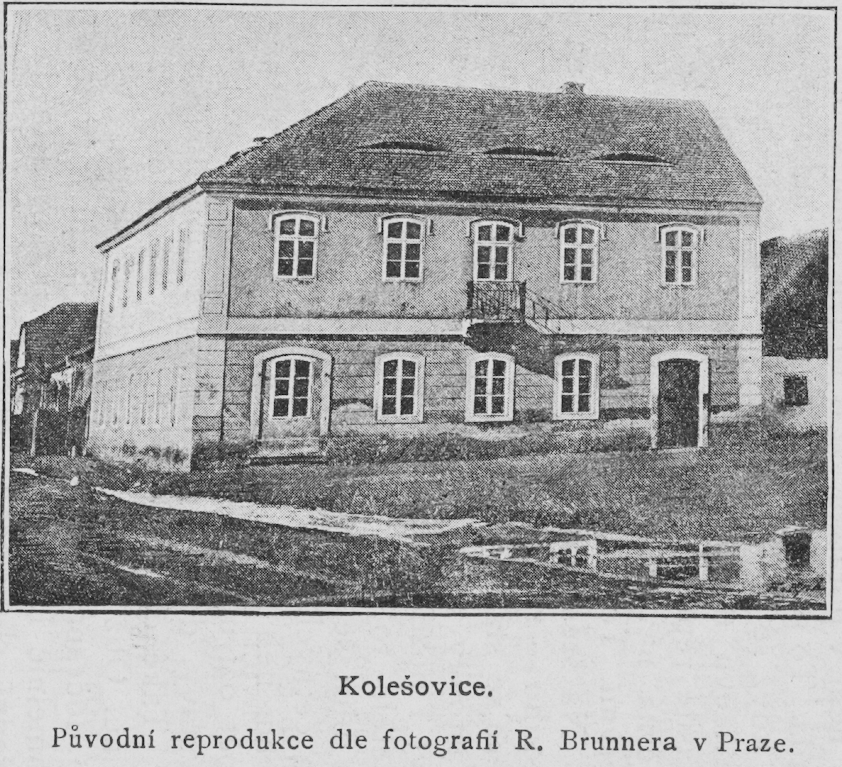
Schule (1891), Foto von Rudolf Brunner

Kolešovice (deutsch Koleschowitz, früher Kolleschowitz) ist eine Gemeinde in Tschechien. Sie liegt zehn Kilometer nordwestlich von Rakovník und gehört zum Okres Rakovník.

## Geographie
Kolešovice befindet sich in der Rakovnická kotlina (Rakonitzer Kessel) im Rakonitzer Hügelland. Das Dorf liegt im seichten Tal des Baches Kolešovický potok, in den oberhalb des Ortes der Keblanský potok und unterhalb der Hájevský potok einmünden. Am westlichen Ortsrand liegt der Teich Zámecký rybník. Südwestlich erhebt sich der Ptačí vrch (Vogelherd, 431 m), im Westen der Šmikouský vrch (Schmiker Berg, 438 m) sowie nordwestlich der Na Vyhlídce (Roter Hübl, 426 m). Der Ort ist Endpunkt der Bahnstrecke Krupá–Kolešovice.
Nachbarorte sind Nová Ves, Hořesedly und Veclov im Norden, Rozkoš und Kněževes im Nordosten, Chrášťany und Olešná im Osten, Rakovník und Přílepy im Südosten, Nouzov, Senomaty, Mateska, Vinice, Šanov und Pšovlky im Süden, Švihov, Oráčov und Čížkov im Südwesten, Keblany, Zderaz und Šmikousy im Westen sowie Hořovičky, Heřmanov, Hokov und Děkov im Nordwesten.

## Geschichte
Die erste schriftliche Erwähnung von Kollessowicz erfolgte 1318 im Zusammenhang mit Woyslay de Kollessowicz. Als nachfolgender Besitzer aus dem Vladikengeschlecht von Kollessowicz ist im Jahre 1325 Przech de Kollessowicz nachweislich, der zusammen mit seinem Bruder Burghard von Flöhau die Güter Vysoká Libyně und Děkov erwarb. Bis 1363 waren Vaněk und Peček von Kollessowicz im Besitz des Gutes, sie verkauften es an Otto von Chrášťany. 1372 war Racek von Kollessowicz Besitzer des Gutes. Es wird angenommen, dass die Feste bereits zu Zeiten der Vladiken von Kollessowicz errichtet wurde, schriftlich ist sie jedoch erst seit 1421 belegt. Seit 1384 ist in Kollessowicz eine Pfarrkirche nachweislich. Im Jahre 1396 erwarben die Herren von Kolowrat das Gut Kolešovice; 1445 schlugen sie es ihrer Burgherrschaft Krakovec zu. Die Brauerei entstand wahrscheinlich zum Ende des 15. Jahrhunderts. In der ersten Hälfte des 16. Jahrhunderts wirtschaftete die Familie Kolowrat das Gut Kolešovice nieder. 1541 kaufte Hieronymus d. Ä. Hrobschitzky von Hrobschitz das überschuldete Gut, er ließ die Feste zu einem Renaissanceschloss umbauen. 1571 erbte sein Sohn Havel den Besitz. Dieser bewirtschaftete Kolešovice zusammen mit seinen fünf Söhnen mit Erfolg und konnte bis 1618 weitere Güter erwerben. Nach der Schlacht am Weißen Berg wurden die Güter des Zdislav Havel Hrobschitzky konfisziert und Kolešovice zusammen mit Hořesedly und Újezdec (Nouzov) 1623 an den kaiserlichen Höfling Hans Münch von Arzberg verkauft. Während des Dreißigjährigen Krieges erlosch die Pfarre in Kolleschowitz und ihre Sprengel wurde an die Pfarrei Dekau angeschlossen. Im Jahre 1653 wurde durch den örtlichen Baumeister Hoffmann ein neues Sudhaus für die Brauerei errichtet. Durch Heirat mit Münchs Tochter erwarb Hans von Nostitz-Rieneck den Besitz, ihm folgten seine zweite Frau Anna Margarethe, geborene Bechinie von Lazan und nach 1678 ihre gemeinsamer Sohn Hermann Joachim Graf von Nostitz-Rieneck. 1694 erbte dessen einziger Sohn Johann Ferdinand die väterlichen Güter Černoc und Kolleschowitz. Seine Ehe mit Barbara Gräfin von der Berghe blieb kinderlos, so dass mit seinem Tode 1717 die Rakonitzer Linie der Grafen Nostitz-Rieneck erlosch. Das Gut Újezdec verkaufte der Nachlassverwalter 1717 an Paul Rensperger von Rensperg. Die Güter Černoc und Kolleschowitz fielen schließlich Wenzel Johann von Nostitz-Rieneck zu, der Koleschowitz 1724 an Georg Olivier von Wallis verkaufte. Dieser hatte 1716 bereits das Gut Hokau und im Jahre darauf auch das Gut Dekau erworben. 1731 kaufte Georg Olivier das überschuldete Gut Hoch-Libin. Im Jahre darauf erwarb er von Maria Anna Fürstin zu Fürstenberg noch die Güter Petrowitz, Senetz und Nausowa (Nouzov) hinzu und verband diese zu einem Gut Petrowitz. Die Güter Dekau, Kolleschowitz und Hokau schloss Georg Olivier 1744 zur Herrschaft Koleschowitz zusammen und erklärte diese zum Familienfideikommiss. 1745 erbte die Besitzungen dessen minderjähriger Sohn Stephan Olivier von Wallis, der bis 1760 unter der Vormundschaft von Wenzel Ignaz von Haymerle stand. Stephan Olivier vereinigte das Allodialgut Petrowitz in wirtschaftlicher und politischer Verwaltung mit der Herrschaft Kolleschowitz. Er ließ eine Baumschule anlegen und darin 40.000 Obstbäume ziehen. Um die Meierhöfe ließ er Obstgärten anlegen und entlang der Straßen und Wege Obstbaumalleen pflanzen.
Er investierte zugleich in den Steinkohlenbergbau, die meisten der Kohlengruben wurden durch die Herrschaft selbst betrieben. Die Robot ließ Stephan Olivier durch Geldleistungen reluieren. 1832 erbte Stephans Olivier Sohn Rudolf Olivier Graf von Wallis den Besitz, ihm folgte 1838 dessen Sohn Friedrich Olivier Graf von Wallis. Dieser ließ 1840 die Brauerei modernisieren.
Im Jahre 1843 umfasste die Fideikommissherrschaft Koleschowitz mit Petrowitz eine Nutzfläche von insgesamt 11328 Joch. Davon entfielen auf die Herrschaft Koleschowitz 2622 Joch 595 Quadratklafter, auf das Gut Hokau 2971 Joch 911 Quadratklafter, auf das Gut Petrowitz 3374 Joch 449 Quadratklafter, auf das Gut Senetz 677 Joch 648 Quadratklafter, auf das Gut Nausowa 315 Joch 491 Quadratklafter sowie 1368 Joch auf das Gut Dekau. Auf dem gesamten Gebiet lebten 6026 Personen, darunter 31 jüdische Familien. Der Fideikommiss Koleschowitz hatte 2632 überwiegend deutschsprachige Einwohner, das Allodialgut Petrowitz 3394 überwiegend tschechischsprachige Einwohner.
Haupterwerbsquellen bildeten die Landwirtschaft, der Steinkohlenbergbau, das Handwerk, der Handel und die Teerbrennerei. Die Herrschaft bewirtschaftete die sechs Maierhöfe Koleschowitz, Horosedl, Geblan (Keblany), Žižka-Hof (Čížkov), Dekau und Petrowitz, zu denen mit Ausnahme von Petrowitz auch Schäfereien gehörten. Die vier Meierhöfe Hokau, Wilkau (Vlkov), Hermannsdorf und Woratschen waren verpachtet; weitere fünf in Neuhof (Nový Dvůr), Zdiar (Žďáry), Přičina, Senetz und Nausowa emphyteutisiert.
Die Wälder umfassten eine Fläche von 3151 Joch und wurden von den fünf Forstrevieren Koleschowitz, Wilkau, Petrowitz, Woratschen und Senetz bewirtschaftet. Der Fasangarten Koleschowitz war aufgelassen. In Petrowitz bestand das Kurbad Heiligenbrunn. Bei Petrowitz wurde in sechs Zechen Steinkohle gefördert; drei weitere Gruben bestanden bei Hostokreg (Hostokryje) und zwei bei Senetz. Der Bergbau wurde teils durch die Herrschaft über Pächter, teils durch die Freiherren Hildprandt von und zu Ottenhausen auf Slabetz, die Fürsten von Fürstenberg auf Pürglitz sowie gewerkschaftlich betrieben. Größte Unternehmen waren in Koleschowitz die k.k. priv. Böhmische Landesfabrik für Rosoglio von Leopold Straß und die demselben gehörige Vitriolölfabrik. In Hostokreg betrieb Joseph Rikard eine weitere Vitriolölfabrik. Zur Herrschaft Koleschowitz gehörten die Dörfer Koleschowitz, Horosedl, Hermannsdorf, Dekau, Wilkau (Vlkov), Neudorf (Nová Ves), Hokau, Woratschen und Döreisen (Zderaz); zum angeschlossenen Gut Petrowitz die Dörfer Petrowitz, Schanowa, Neuhof (Nový Dvůr), Seywedel, Zdiar (Žďáry), Pričina, Senetz, Hostokreg (Hostokryje) und Nausowa (Nouzov).
Das an der Alten Karlsbader Straße gelegene Dorf Koleschowitz / Kolessowice bestand aus 99 Häusern mit 666 deutschsprachigen Einwohnern, darunter drei jüdischen Familien. Unter obrigkeitlichem Patronat standen die Pfarrkirche zu den hll. Aposteln Peter und Paul, die Pfarrei und die Schule. Außerdem gab es im Ort ein obrigkeitliches Schloss mit der Wohnung und der Kanzlei des Amtmannes sowie einem großen Obst- und Kunstgarten, den dominikalen Meierhof Geblan mit Schäferei, eine dominikale Brauerei, ein dominikales Branntweinhaus mit Pottaschensiederei, ein dominikales Jägerhaus, ein Einkehr-Wirtshaus und zwei Mühlen. Abseits lag das obrigkeitliche Hegerhaus Pusch. Koleschowitz war Pfarrort für Horosedl und Hermannsdorf. Bis zur Mitte des 19. Jahrhunderts war Koleschowitz das Amtsdorf der Fideikommissherrschaft Koleschowitz samt dem Allodialgut Petrowitz.
Nach der Aufhebung der Patrimonialherrschaften bildete Koleschowitz / Kolešovice ab 1850 mit dem Ortsteil Hermannsdorf eine Gemeinde im Bezirk Saaz und Gerichtsbezirk Jechnitz. In dieser Zeit setzte ein Wandel vom Ackerbau und Obstbau zum Hopfenbau ein, der bald zum Schwerpunkt der Landwirtschaft wurde. Die Brauerei der Grafen Wallis konkurrierte erfolgreich gegen die benachbarten Brauereien in Petersburg und Kruschowitz. Der wirtschaftliche Aufschwung führte dazu, dass Koleschowitz zum Städtchen erhoben wurde. Wann dies genau erfolgte, ist nicht überliefert. Erstmals ist eine Bezeichnung als Städtchen im Jahre 1857 nachweislich. 1868 wurde Kolleschowitz dem Bezirk Podersam zugeordnet. Im selben Jahre entstand südlich des Städtchens eine Zuckerfabrik. 1873 wurde der Besitz von Friedrich Olivier Graf von Wallis unter dessen sieben Söhnen aufgeteilt, das Gut Kolleschowitz erhielt Karl Graf von Wallis. Mit seinem Bruder Friedrich von Wallis auf Hoch-Libin gründete er zur gemeinschaftlichen Bewirtschaftung der Güter Kolleschowitz und Hoch-Libin ein Unternehmen, das 1881 Konkurs anmelden musste. Die Localbahn Krupa-Kolleschowitz nahm nach einjährigem Bau 1883 den Verkehr auf, der Bahnhof entstand bei der Zuckerfabrik. Zum Ende des 19. Jahrhunderts übertrug Friedrich Olivier von Wallis den Brauereibetrieb an Pächter. Die Zuckerfabrik brannte 1909 ab. An ihrer Stelle nahm 1910 eine Fabrik zur Futtermittelherstellung aus Hopfen den Betrieb auf, die wenig später in Folge Selbstentzündung der Biomasse ebenfalls niederbrannte. Erhalten blieb nur das Verwaltungsgebäude, das heute als Wohnhaus dient. Die Brauerei stellte 1921 den Betrieb ein und diente ab 1925 als Niederlage der Brauerei Krušovice. Bis 1926 wurden in der ehemaligen Brauerei noch Limonaden und Sodawasser hergestellt. Die Ruinen der Zucker- bzw. Futtermittelfabrik wurden 1925 offiziell als Baumaterial für den Hausbau zum Abbruch freigegeben, der 52 m hohe Schornstein wurde 1929 gesprengt. Im Jahre 1930 lebten in Koleschowitz einschließlich Hermannsdorf 1501 Personen; 1932 waren es 1482. Nach dem Münchner Abkommen wurde Koleschowitz 1938 dem Deutschen Reich zugeschlagen und gehörte bis 1945 zum Landkreis Podersam. 1939 hatte der Markt 1176 Einwohner. Nach dem Ende des Zweiten Weltkrieges kam Kolešovice zur Tschechoslowakei zurück und die deutschsprachigen Einwohner wurden vertrieben. Der Okres Podbořany wurde 1960 aufgehoben, seitdem gehört Kolešovice zum Okres Rakovník. 1961 wurde Zderaz eingemeindet. Der Personenzugverkehr auf der Bahnstrecke Krupá–Kolešovice wurde Ende 2006 eingestellt, seitdem wird die Strecke für Museumsbahnfahrten des Eisenbahnmuseums Lužná u Rakovníka genützt.
Kolešovice ist ein traditionelles Hopfenanbaugebiet und wird von zahlreichen Hopfenfeldern umgeben.

## Gemeindegliederung
Die Gemeinde Kolešovice besteht aus den Ortsteilen Heřmanov (Hermannsdorf), Kolešovice (Koleschowitz) und Zderaz (Dereisen). Das Gemeindegebiet gliedert sich in die Katastralbezirke Kolešovice und Zderaz u Kolešovic. Zu Kolešovice gehört außerdem die Einschicht Keblany (Geblan).

## Sehenswürdigkeiten

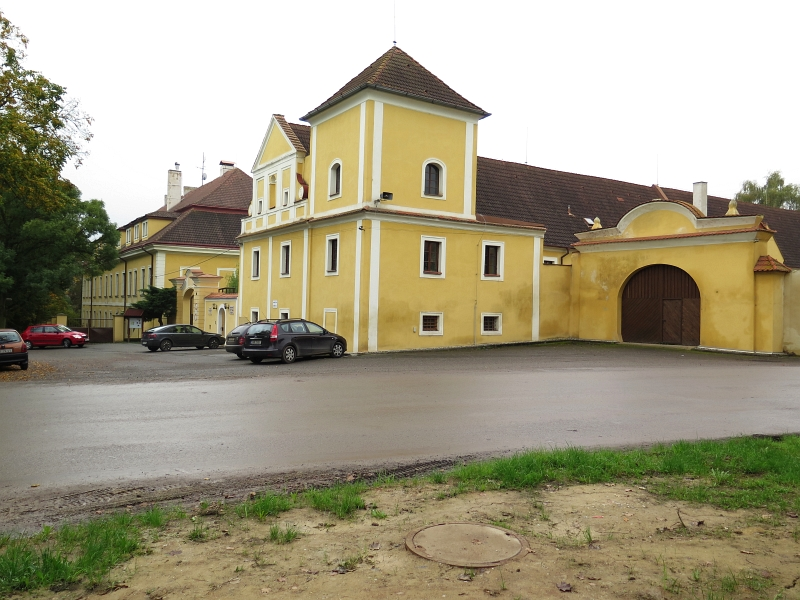
Schloss Koleschowitz

- Barocke Kirche St. Peter und Paul, erbaut 1706–1708 unter Johann Ferdinand von Nostitz anstelle eines aus dem 14. Jahrhundert stammenden Vorgängerbaus. Georg Olivier von Wallis ließ die Kirche 1730 vergrößern und den Turm mit Sakristei und Oratorium anbauen. Er stiftete für den Hochaltar eine Kopie des Gnadenbildes der hl. Madonna della Lettera, die er während seiner Zeit als kaiserlicher Statthalter in Messina von einem italienischen Meister hatte anfertigen lassen. Danach ließ er alle drei Jahre am 3. Juni in Kolleschowitz das Fest Mariä Brief feiern. Seine Witwe Maria Theresia, geborene Gräfin Kinsky ließ 1762 in Kolleschowitz wieder einen Pfarrer einsetzen.
- Schloss Kolešovice, die Anlage besteht aus zwei Schlössern. Umgeben ist es nach Westen von einem ausgedehnten englischen Park mit Schlossteich (Zámecký rybník). Das Alte Schloss entstand in der Mitte des 16. Jahrhunderts für Hieronymus Hrobschitzky von Hrobschitz, der die alte Feste zu einem Renaissanceschloss umgestalten ließ. Johann Ferdinand von Nostitz begann 1717 mit der barocken Umgestaltung des Schlosses. Georg Olivier von Wallis vollendete den Umbau und machte das Schloss zu seinem Alterssitz. Er stattete es mit Gemälden italienischer Meister aus und ließ eine umfangreiche Bibliothek anlegen. Stefan Olivier von Wallis ließ im 19. Jahrhundert daneben das Neue Schloss im Neorenaissancestil erbauten und einem englischen Landschaftsgarten anlegen, das der Familie als Wohnsitz diente. 1946 wurde die Familie Wallis enteignet und ihr Besitz verstaatlicht. Zwischen 1953 und 1954 erfolgte ein Umbau. Die denkmalgeschützten Schlösser werden heute als Altersheim genutzt. Der verwüstete Park soll wiederhergestellt werden.
- Ehemaliges Pfarrhaus, Barockbau aus dem Jahre 1731
- Statue des hl. Sebastian, geschaffen 1717, sie stand ursprünglich auf dem Dorfplatz vor dem Schlossareal, nach der Restaurierung wurde sie in die Kirche versetzt
- Statue des hl. Wenzel auf dem unteren Dorfplatz, rechts der Straße nach Pšovlky. Auf dem massiven Sockel befindet sich das Wappen der Grafen Wallis
- Statue des hl. Florian auf dem oberen Dorfplatz rechts der Straße nach Heřmanov. Erhalten ist ein Torso ohne Kopf und Arme.
- Kapelle des hl. Johannes von Nepomuk an der Straßengabelung in Keblany, errichtet 1830
- Kapelle des hl. Johannes von Nepomuk in Zderaz
- Synagoge in Zderaz
- Jüdischer Friedhof auf den Feldern zwischen Zderaz und Čížkov
- Kapelle in Heřmanov
- Museumsbahnstrecke Kolešovka